# TrackID
TrackID war eine Musikerkennungssoftware von Sony Mobile für Android-Geräte.

## Funktionsweise
Nach dem Herunterladen der App konnten kurze Musiksequenzen aufgenommen und mit einer 28 Millionen Songs umfassenden Datenbank verglichen werden. Bei erfolgreicher Erkennung wurde der Name des Interpreten und der Titel des Stücks angezeigt.
Über die Anbindung zum Musikstreaming-Dienst Spotify konnte eine Vorschau des entsprechenden Songs gehört und das Lied zu einer Spotify-Playlist hinzugefügt werden. Es konnte auch das dazugehörige Video auf YouTube gesucht werden. Außerdem konnten weitere Informationen über den Interpreten abgerufen oder das Suchergebnis geteilt werden.
Am 3. Juli 2017 gab Sony bekannt, dass der Dienst zum 15. September 2017 eingestellt wird.